# Granados (Sonora)
Para el municipio del cual este pueblo es cabecera, véase: «Municipio de Granados»
Granados es un pueblo mexicano ubicado en el este del estado de Sonora, en la región de la Sierra Madre Occidental. El pueblo es la cabecera y única localidad del municipio de Granados.
Según datos del Censo de Población y Vivienda realizado por el Instituto Nacional de Estadística y Geografía (INEGI) en 2020, el pueblo tiene una población total de 1099 habitantes, siendo una de las cabeceras municipales más pequeñas y menos pobladas del estado.

## Historia
Fue fundado en el año de 1823 por la familia Durazo, quienes provenían de la villa de Moctezuma, se asentaron en este lugar el cual pertenecía entonces al municipio de Huásabas con el interés de adjudicarse los terrenos que había ocupado. La zona que pretendían habitar se le conocía como San Isidro de los Órganos, por la cercanía al río Bavispe, sus planes eran beneficiarse y laborar estas tierras. Para 1847, al asentamiento ya se le conocía como una hacienda. El 21 de agosto de 1849 oficialmente se le nombró San Isidro de los Granados, eligiendo por primera vez una autoridad local.

## Geografía

### Clima
Su principal clima es el semiseco; con lluvias en verano y sin cambio térmico invernal bien definido. La temperatura media anual es de 22.7°C, la máxima se registra en el mes de junio (41.2 °C) y la mínima se registra en diciembre (4.3 °C). El régimen de lluvias se registra entre los meses de julio a septiembre, contando con una precipitación media de 460.5 milímetros.
| Parámetros climáticos promedio de Granados, Sonora (1951-2010)                  | Parámetros climáticos promedio de Granados, Sonora (1951-2010) | Parámetros climáticos promedio de Granados, Sonora (1951-2010) | Parámetros climáticos promedio de Granados, Sonora (1951-2010) | Parámetros climáticos promedio de Granados, Sonora (1951-2010) | Parámetros climáticos promedio de Granados, Sonora (1951-2010) | Parámetros climáticos promedio de Granados, Sonora (1951-2010) | Parámetros climáticos promedio de Granados, Sonora (1951-2010) | Parámetros climáticos promedio de Granados, Sonora (1951-2010) | Parámetros climáticos promedio de Granados, Sonora (1951-2010) | Parámetros climáticos promedio de Granados, Sonora (1951-2010) | Parámetros climáticos promedio de Granados, Sonora (1951-2010) | Parámetros climáticos promedio de Granados, Sonora (1951-2010) | Parámetros climáticos promedio de Granados, Sonora (1951-2010) |
| Mes                                                                             | Ene.                                                           | Feb.                                                           | Mar.                                                           | Abr.                                                           | May.                                                           | Jun.                                                           | Jul.                                                           | Ago.                                                           | Sep.                                                           | Oct.                                                           | Nov.                                                           | Dic.                                                           | Anual                                                          |
| ------------------------------------------------------------------------------- | -------------------------------------------------------------- | -------------------------------------------------------------- | -------------------------------------------------------------- | -------------------------------------------------------------- | -------------------------------------------------------------- | -------------------------------------------------------------- | -------------------------------------------------------------- | -------------------------------------------------------------- | -------------------------------------------------------------- | -------------------------------------------------------------- | -------------------------------------------------------------- | -------------------------------------------------------------- | -------------------------------------------------------------- |
| Temp. máx. abs. (°C)                                                            | 35.0                                                           | 36.0                                                           | 39.0                                                           | 42.0                                                           | 46.0                                                           | 48.0                                                           | 48.0                                                           | 46.0                                                           | 46.0                                                           | 43.0                                                           | 39.0                                                           | 33.0                                                           | 48.0                                                           |
| Temp. máx. media (°C)                                                           | 22.8                                                           | 24.7                                                           | 28.4                                                           | 33.2                                                           | 37.6                                                           | 41.2                                                           | 38.8                                                           | 37.4                                                           | 37.1                                                           | 33.1                                                           | 27.3                                                           | 22.2                                                           | 32.0                                                           |
| Temp. media (°C)                                                                | 13.6                                                           | 15.3                                                           | 18.5                                                           | 22.6                                                           | 27.1                                                           | 31.7                                                           | 31.0                                                           | 29.7                                                           | 28.5                                                           | 23.5                                                           | 17.3                                                           | 13.2                                                           | 22.7                                                           |
| Temp. mín. media (°C)                                                           | 4.4                                                            | 5.8                                                            | 8.5                                                            | 12.0                                                           | 16.6                                                           | 22.1                                                           | 23.1                                                           | 22.1                                                           | 19.9                                                           | 13.9                                                           | 7.3                                                            | 4.3                                                            | 13.3                                                           |
| Temp. mín. abs. (°C)                                                            | -4.0                                                           | -3.0                                                           | 1.0                                                            | 1.0                                                            | 5.0                                                            | 10.0                                                           | 12.0                                                           | 15.0                                                           | 12.0                                                           | -1.0                                                           | -1.0                                                           | -6.0                                                           | -6.0                                                           |
| Precipitación total (mm)                                                        | 26.6                                                           | 22.0                                                           | 12.8                                                           | 8.7                                                            | 3.1                                                            | 20.4                                                           | 114.3                                                          | 104.2                                                          | 56.9                                                           | 29.9                                                           | 20.4                                                           | 41.2                                                           | 460.5                                                          |
| Días de precipitaciones (≥ 0.1 mm)                                              | 3.3                                                            | 2.7                                                            | 1.7                                                            | 1.0                                                            | 0.7                                                            | 2.6                                                            | 10.6                                                           | 10.0                                                           | 4.7                                                            | 2.8                                                            | 1.9                                                            | 3.2                                                            | 45.2                                                           |
| Fuente: Servicio Meteorológico Nacional. Actualizado el 6 de diciembre de 2016. |                                                                |                                                                |                                                                |                                                                |                                                                |                                                                |                                                                |                                                                |                                                                |                                                                |                                                                |                                                                |                                                                |

## Cultura

### Edificios históricos
- Iglesia patronal de San Isidro Labrador.

### Fiestas
Fiestas religiosas
- Semana Santa: jueves y viernes Santos.
- Día de la Santa Cruz: 3 de mayo.
- Día de San Isidro Labrador 15 de mayo.
- Primer Domingo de Octubre Festejo a la Virgen del Rosario en Buenavista.
- Fiesta en honor de la Virgen de Guadalupe: 12 de diciembre.
- Día de Muertos: 2 de noviembre.